# Batalik

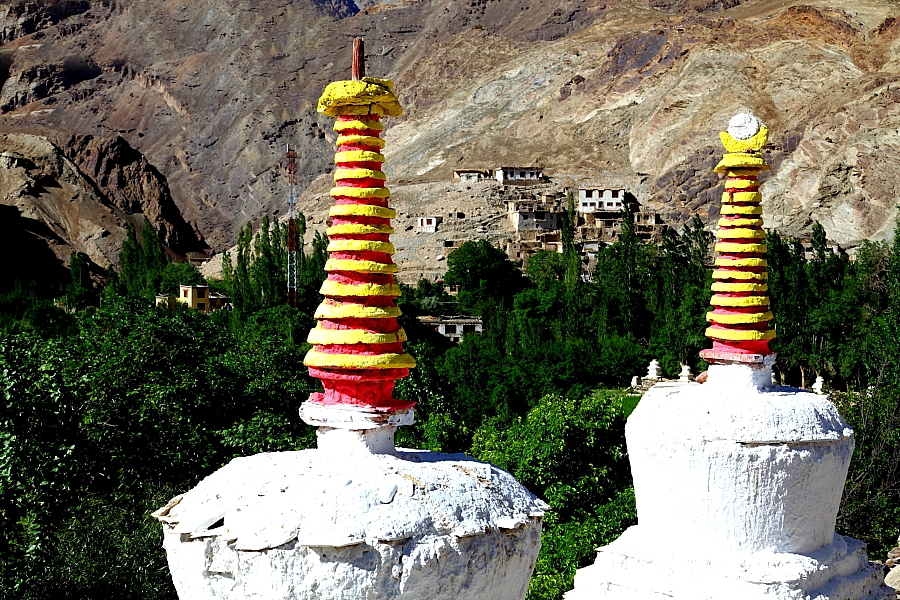
Een dorp gezien door chörtens in de omgeving van Batalik.

Batalik is een stadje in Ladakh, India, gelegen aan de bovenloop van de Indus.
Batalik ligt 56 km ten noordoosten van de stad Kargil, en op slechts enkele kilometers van de Line of Control: de de facto grens tussen India en Pakistan.

## Bevolking
De stad is bekend om zijn vier Brokpa-dorpen: Dah, Hanu, Garkon en Darchak.
Men gelooft dat de Brokpa-stam, een etnische groep met uitgesproken blanke trekken, bruin haar en lichtblauwe of groene ogen, rechtstreeks afstamt van de Arische soldaten van Alexander de Grote, welke raciale identiteit sinds eeuwen wordt gecultiveerd. Het grootste deel van de bewoners van de vallei is boeddhistisch, maar enkele gemeenschappen hebben zich bekeerd tot de sjiitische islam en zijn als gevolg daarvan met andere islamitische etnische groepen vermengd.

## Oorlog
Deze stad was in 1999 een brandpunt in de Kargil-oorlog vanwege de strategische ligging tussen Kargil, Leh en Baltistan.

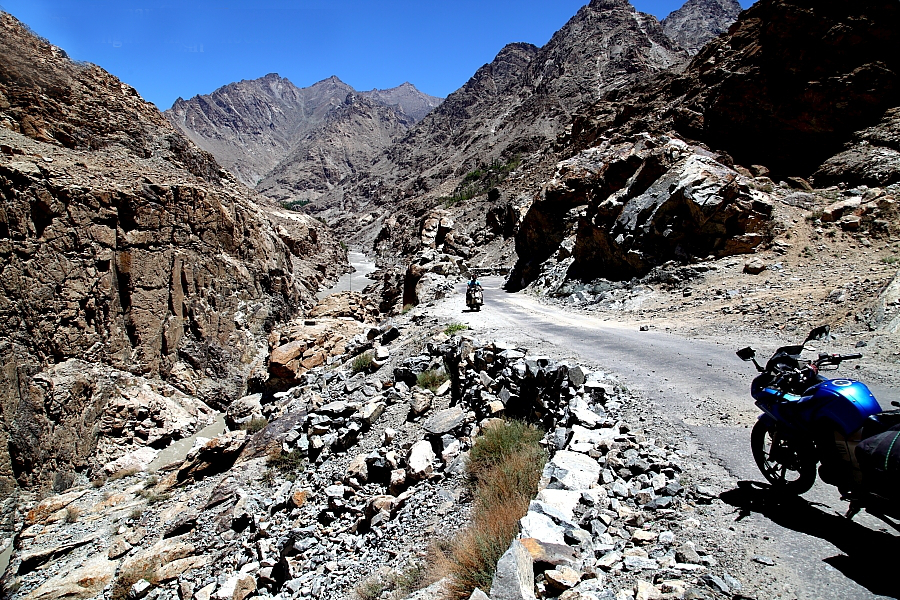
Uitzicht rond Batalik
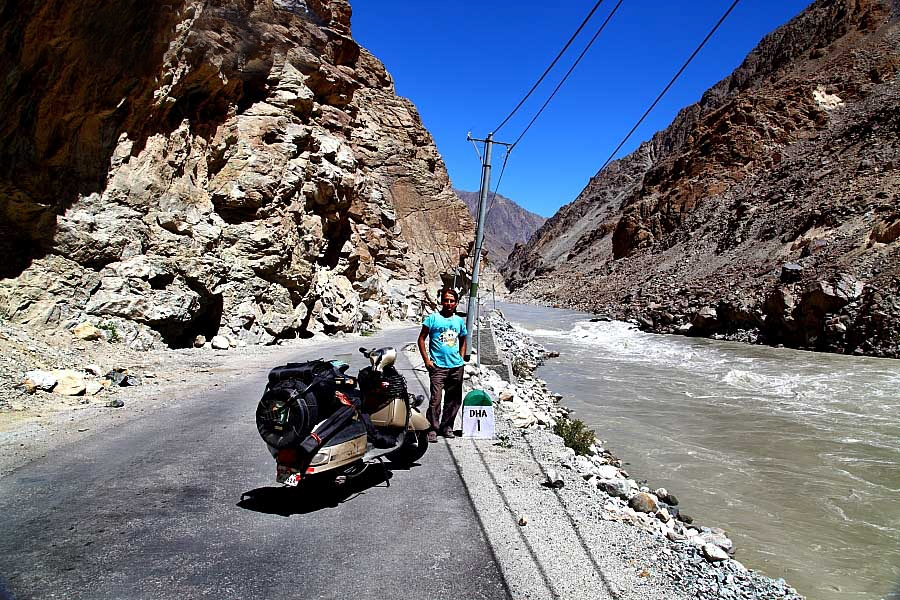
De weg en Indus nabij Dah